# NS-Boys
Die NS-Boys waren eine in Chemnitz ansässige Hooligan-Gruppierung, die Anhänger des Chemnitzer FC waren. Die Gruppierung war der extremen Rechten zuzuordnen.

## Geschichte
Die Gruppe gründete sich 2004, zunächst als Nachwuchsgruppe der Ultras Chemnitz 99. Das „NS“ steht für „New Society“. Die Abkürzung ist nicht zufällig gewählt: Ihre Mitglieder setzten sich aus Vertretern der Neonazi-Szene zusammen und positionierten sich gegen den angeblichen Linksextremismus im deutschen Fußball. Als Logo verwendete die Gruppe einen Hitlerjungen aus einem Propagandaplakat der 1930er Jahre.
Die Gruppe war wie eine Kameradschaft organisiert, beteiligte sich an rechten Aufmärschen und Zeitzeugenvorträgen. Seit Anfang 2006 hat sie Stadionverbot. Kurz darauf wurde sie von den Ultras Chemnitz 99 aufgelöst, weil sie „viel zuviel Politik mit ins Spiel [brachten], was mit [deren] Philosophie nicht vereinbar war“.
Die Gruppierung gründete sich jedoch neu. Sie unterhielt zwar noch Verbindungen zu den Ultras Chemnitz 99, war jedoch eine unabhängig operierende Gruppe. Ein bestehender Link von der Ultra-Seite zu den NS-Boys 2008 wurde von Johannes Kopp in der taz und in der Frankfurter Rundschau thematisiert, jedoch kurz darauf wieder entfernt. Zu dieser Zeit bestand die Gruppe nach Eigenangaben aus etwa 20 Personen. Der Chemnitzer FC distanziert sich von der Gruppe. Durch das Stadionverbot bedingt, ordnen sich ihre Mitglieder anderen Hooligan-Gruppen wie Kaotic Chemnitz und Squadra Celeste zu. Trotz des Stadionverbots war sie weiterhin als Hooligan-Gruppe aktiv und besuchte auch Spiele anderer Vereine. Sie nutzte auch gemeinsame Ausflüge zur ideologischen Schulung. So besuchte sie beispielsweise 2012 am Rande eines Spiels in Dortmund die Wewelsburg, die während des Nationalsozialismus als Kultstätte der SS diente.
Der Anführer und Vorsänger der Gruppe, Chris Junghänel, arbeitet im Ladengeschäft des ehemaligen Chemnitz-Spielers Kevin Vietz, der sich an rassistischen Ausfällen gegen den dunkelhäutigen Dynamo-Dresden-Spieler Mickaël Poté beteiligte und vom Verein suspendiert wurde, nachdem eine gewünschte Distanzierung von den NS-Boys nicht erfolgte. Am 28. März 2014 wurde bei einer Hausdurchsuchung des Vereinsheims der zwischenzeitlich verbotenen Kameradschaft Nationale Sozialisten Chemnitz eine Zaunfahne der NS-Boys sichergestellt. Kontakt besteht zudem zu dem rechten Independent-Label PC Records, die Trikots für selbstorganisierte Ultra-Fußballturniere sponserten.
2017 fungierten Mitglieder der NS-Boys als Drahtzieher an gewalttätigen Ausschreitungen beim Regionalliga-Derby des SV Babelsberg 03 gegen Energie Cottbus, bei dem antisemitische, antiziganistische und rechtsextreme Parolen gerufen und mehrfach der Hitlergruß gezeigt wurde. Zudem wurde das Spielfeld gestürmt. Insgesamt 19 Strafanzeigen wurden gestellt.
Die Hooligan-Gruppierung wurde seit 2012 vom Verfassungsschutz beobachtet. Einige personelle Überschneidungen gab es zu der mittlerweile verbotenen Gruppierung Nationale Sozialisten Chemnitz (NSC). So soll ein hochrangiges Mitglied der NSC auch Gründungsmitglied der NS-Boys gewesen sein, wie es in einem Gutachten des Journalisten Jens Eumann für den zweiten NSU-Untersuchungsausschuss des Bundestages heißt. Weitere Überschneidungen gibt es zum Pegida-Ableger Cegida, etwa 10 Mitglieder sind nach Polizeiangaben Mitglieder der beiden Vereinigungen. Beteiligt waren Mitglieder der Gruppierung an den Ausschreitungen in Chemnitz 2018.
Am 20. April 2019 erklärte die Hooligan-Gruppierung ihre Selbstauflösung.